# أندريه أنطوان (سياسي)
أندريه أنطوان هو محامي وسياسي بلجيكي، ولد في 3 فبراير 1960 في لويفن في بلجيكا. نشط حزبياً في Les Engagés ‏.

## مناصب
- انتخب عضو مجلس الشيوخ البلجيكي ‏ وقد انضم خلال فترته النيابية [الإنجليزية]‏ للكتلة البرلمانية Les Engagés [الإنجليزية]‏.
- انتخب عضو البرلمان والون ‏ عن دائرة Nivelles (Walloon Parliament constituency) [الإنجليزية]‏ وقد انضم خلال فترته النيابية  [لغات أخرى]‏ (11 يونيو 2019 – ) للكتلة البرلمانية Les Engagés [الإنجليزية]‏.
- انتخب عضو البرلمان والون ‏.
- انتخب عضو مجلس النواب البلجيكي ‏.